# Жан Казимир де Балюз
Жан Казимир де Балюз (4 серпня 1648 — 26 квітня 1718) — французький дипломат кінця XVII — початку XVIII століття. Син придворного польської королеви Марії Людовики.
Народився у Варшаві у сім'ї одного з французьких придворних польської королеви Марії Луїзи Гонзаги Неверської. Початкову освіту та виховання здобув при королівському дворі, де був пажем, а вищу — у Парижі. Наприкінці 1703 року відправлений французьким королем Людовиком XIV до Москви у справі торговельних переговорів та посередництва між шведським королем Карлом XII та російським царем Петром I. Місія виявилася невдалою. Наприкінці 1704 року де Балюз повернувся до Варшави, де працював секретарем французького посольства. У 1710–1711 роках їздив знову до Москви у справі налагодження французького посередництва між Швецією та Росією. Петро I знову відповів відмовою. У травні 1711 року Балюз покинув Росію і поїхав до Львова, і 1713 року знову повернувся до Варшави. Помер у тому ж місті 26 квітня 1718 року. 

### Відвідини міста Батурина та зустріч з гетьманом Іваном Мазепою
Про цю зустріч стало відомо з тексту листа Жана Казимира де Балюза про його перебування в Батурині, що був вперше опублікований Ільком Борщаком і Рене Мартелем у 1931 році. Пізніше Теодор Мацьків уточнив шифр і датував лист кінцем 1704 року.

Про важливітсь згаданого листа Ілько Борщак пише наступне: “Так отже, хоч як це не сумно, цілком автентичного портрету Мазепи ми не маємо. Покищо мусимо користуватися реляціями очевидців, що бачили Мазепу. Поміж ними вибираю двох: Балюза з 1704 р. і якогось аноніма з 1708 р. Балюз оповідає: „Вигляд у нього суворий, очі блискучі, руки тонкі й білі, як у жінки, хоч тіло його міцніше, ніж тіло німецького рейтара й їздець із нього знаменитий”. Наступний текст листа разом з деякими біографічними даними про де Балюза був знову опублікований Ільком Борщаком у Записках Наукового Товариства ім. Шевченка в межах статті “Мазепа – людина й історичний діяч” 1933 року:
...3 Московщини я поїхав на Україну, країну козаків, де був кілька день гостем володаря (Ргіпсе) Мазепи, що держить найвищу владу в цій країні. Я мав до нього листа від канцлера Московщини. На кордоні України мене зустріла почесна козацька варта й з великою пошаною допровадила до міста Батурина, де в замку резидує володар Мазепа. Колись він, хоч козак, але знатного шляхетського роду, маїз надворну ранґу при королі Казимирі. Батько мій і він зналися добре, навіть я замолоду бачив п. Мазепу, гарного й стрункого, при дворі (польському. І. Б.).
Знаючи добре, що найвищі почесті міняють людей та що не завжди безпечно нагадувати високим достойникам їх молодість, я прибувши до Батурина, привітав володаря як найчемніше, як це належиться його ранзі, нічого не згадуючи про минуле. Проте він сам перший запитав мене, чи не буду я сином Антуана Балюзд. Одержавши від мене позитивну відповідь, володар Мазепа виявив найприхильнішим способом своє вдоволення, що його Прехристіяяська Величність має на своїй службі сина його старого приятеля.
Мазепа сам згадав свою молодість і те, що бачив мене неразу Кракові, а потім зітхнувши, процитував: „Eheu! fugaces labuntur armi“ ! Загалом він дуже любить оздоблювати свою розмову латинськими цитатами й щодо перфектного й досконалого знання цієї мови може реалізувати з найкращими нашими отцями єзуїтами. Мова його взагалі добірна й чепурна, правда, як розмовляє, бо більше любить мовчати та слухати инших. При його дворі два лікарі німці, з якими Мазепа розмовляв їх мовою, а з італійськими майстрами, яких є кілька в гетьманській резиденції, говоре італійською мовою. Я розмовляв із господарем України польською та латинською мовою, бо він запевняв мене, що недобре володіє французькою, хоч у молодих літах відвідав Париж і південну Францію, був навіть на принятті в Люврі, коли святкували піренейський мир. Не знаю тільки, чи в цьому твердженні нема якоїсь особливої причини, бо сам бачив у нього газети французькі та голяндські.
Володар Мазепа вже поважного віку на яких десять літ старший за мене. Вигляд у нього суворий, очі блискучі, руки тонкі й білі, як у жінки, хоч тіло його міцніше, ніж тіло німецького рейтара, й їздець із нього знаменитий  Він дуже поважаний у козацькій країні, де народ, загалом свободолюбний і гордий, мало любить тих, що ним володіють. Привернув Мазепа козаків до себе твердою владою, великою воєнною відвагою й розкішними приняттями в своїй резиденції для козацької старшини. Я був свідком такого приняття, в якому багато дечого на польський зразок. Розмова з цим володарем дуже приємна, він має великий досвід у політиці й, у протилежність до московців, слідкує й знає, що діється в чужоземних країнах. Він показував мені свою збірку зброї, одну з найкращих, що я бачив в життю, а також добірну бібліотеку, де на кожному кроці видко латинські книжки. Кілька разів я дуже обережно навертав розмову на сучасну політичну конюнктуру, але мушу признатися, що нічого певного не міг витягнути від цього володаря. Він належить до тих людей, що воліють або зовсім мовчати, або говорити й не сказати. Всеж гадаю, що ледви чи любить московського царя, бо ані слова те сказав, коли я йому скаржився на московське життя. Одначе про корону польську п. Мазепа не заховав, що вона, мовляв, іде, подібно до стародавнього Риму, до занепаду. Про шведського короля говорив із пошаною, але вважав його за надто молодого. Що особливо було мені приємне — це почуття пошани, яке володар Мазепа виявляв до особи Його Величности (Людовика XIV, — прим. І. Б.). про якого багато розпитував мене й якому прохав засвідчити свою пошану й відданість. Це не звичайна тільки куртуазія, питома п. Мазепі, а відповідає, видко, дійсності: в салі його замку, де висять портрети чужоземних володарів, на найвиднішому місці знаходиться гарний портрет Й. В. Тамже, але в менше видному місці я бачив портрети цісаря, султана, польського короля та инших володарів…
 Дискусія довкола автентичності листа Жана де Балюза про його зустріч з гетьманом Іваном Мазепою в Батурині існує в українській історіографії. Частина істориків критично ставляться до правдивості даного свідчення, проте інші дослідники доводять протилежне.
До прихильників автентичності відносяться, зокрема, відома дослідниця Гетьманщини російський історик Тетяна Таїрова-Яковлєва, що посилається на лист де Балюза як на «ценнейшее для историков Украины сообщение».У своїй роботі «Іван Мазепа - дипломат: Жан Балюз очима гетьмана» вона спирається на письмові свідчення самого де Балюза, який залишив докладний опис свого перебування у Батурині, вражень від гетьмана та двору, а також особистої розмови з І. Мазепою. Також в Батуринському архіві збереглась виписка з листа канцлера Ф. Головіна до І. Мазепи від 1 березня 1704 року, де прямо йдеться про те, що Мазепа має прийняти посла де Балюза та забезпечити його подальший виїзд. Лист самого І. Мазепи до Головіна від 26 березня 1704 року, де гетьман прямо повідомляє про те, що Балюз був ним прийнятий , пробув кілька днів і поїхав до Варшави. Згадка про лист до І. Мазепи від Ф. Головіна, який Балюз мав при собі, а також надання йому транспорту для подорожі – ще один доказ офіційного характеру його візиту.
До захисників автентичності цього джерела також можна віднести історика Сергія Павленка. У своїй статті 2024 року навів низку аргументів, що на його думку, свідчать про справжність документа, опублікованого Ільком Борщаком у 1933 році. С. Павленко детально аналізує контекст перебування Жана Балюза в Батурині в 1704 році, посилаючись на різноманітні джерела, зокрема на архівні матеріали, що підтверджують перебування французького дипломата в Україні в зазначений час.Зокрема, він зазначає, що де Балюз прибув до Москви 24 лютого 1704 року, де отримав грамоту від царя для французького короля Людовіка XIV, а вже в березні того ж року виїхав з Московії. Звіт Балюза з Варшави від 29 серпня 1704 року, що зберігається в Дипломатичному архіві Франції, підтверджує наявність листа до Мазепи, який був переданий через канцлера Головіна. Це свідчення є важливим, адже вказує на організацію контакту між французьким дипломатичним представником та гетьманом. Павленко також звертає увагу на конкретні факти, що підтверджують правдоподібність описаних подій. Зокрема, він наводить інформацію про те, що Іван Мазепа в цей час часто перебував у польових таборах, зокрема в квітні та червні 1704 року, що узгоджується з часом перебування Балюза в Батурині. Також він наводить документи, що підтверджують факт триваючого перебування Балюза в Батурині, про що свідчить лист гетьмана Мазепи від 26 березня 1704 року, у якому згадується, що дипломат «замешкав тут через три дні».
Крім того, С. Павленко підкреслює, що опис у листі щодо візиту Балюза в Батурин, зокрема фраза про те, як дипломат «був кілька днів гостем володаря», відповідає відомим фактам про церемоніальну зустріч гостей гетьманом та старшиною на кордоні, що зазвичай було характерним для того часу. Ще однією цікавою деталлю є спостереження Балюза щодо того, що Мазепа володів латинською мовою та мав велику бібліотеку, що відповідає історичним відомостям про освіту гетьмана, який навчався в Польщі та вивчав філософію в Кракові.  До того ж, сам Мазепа згадував, що в молодості відвідував Париж і південну Францію, що підкріплюється біографічними даними, зафіксованими його канцеляристом Семеном Величком.
С. Павленко також зауважує, що Балюз надає детальний опис того, як Мазепа «показував йому свою збірку зброї» та «добірну бібліотеку, де на кожному кроці були латинські книжки», що є додатковим підтвердженням високого рівня культурного і освітнього середовища при дворі гетьмана.Таким чином, Сергій Павленко, спираючись на архівні джерела та аналізуючи документ у контексті інших історичних свідчень, стверджує, що лист Жана Балюза є автентичним і дає цінну інформацію про політичну ситуацію та культурне життя в Україні на початку XVIII століття.
До головних критиків листа, опублікованого І. Борщаком, відноситься український історик Вадим Ададуров. Його аргументи полягають в наступному:
- Зовнішність гетьмана І. Мазепи, описана в листі, не відповідає свідченням інших джерел. У листі сказано, що І. Мазепа був власником “тонких і білих” рук.  Проте встановлено в історіографії, що гетьман страждав на подагру, яка викликала деформацію суглобів, зокрема рук. Тож подібний опис виглядає малоймовірним і анахронічним. Подібний висновок В. Ададуров робить з інших праць де Балюза, зазначаючи що опис Мазепи де Балюзом був вигаданий Ільком Борщаком: “(В листі є —, прим.) чимало інформації про діяльність Петра І, Головіна, польських магнатів, але він майже нічого не каже про їхній вигляд. То з якого дива він (де Балюз, — прим.) мав би робити виняток для згаданого тільки раз Мазепи?”)

- Оригінал листа не був опублікований, а його точне місцезнаходження невідоме. Сам І. Борщак плутався у вказівках щодо  місця зберігання документа. Відтак сам І. Борщак залишився єдиним і, отже, ненадійним свідком існування цього документа.

- Встановлено, що Борщак був знайомий із виданим Михайлом Томашівським щоденником Крмана, французькою газетою «Gazette» та дипломатичним листуванням де Балюза. Саме на основі цих джерел, ймовірно, була сконструйована версія про заплановану зустріч посла з гетьманом Іваном Мазепою на початку березня 1704 року, а також зміст листа від Головіна. Сукупність цих даних дозволяє реконструювати механізм фальсифікації, який міг бути застосований Борщаком під час створення опису Мазепи. [8]

Зрештою, якщо ж зустріч Балюза з Мазепою таки відбулась, то чому І. Борщак не зазначив точної дати цієї події? В. Ададуров, запевняє, що таким чином І. Борщак вирішив убезпечити себе від подальшого розкриття його підробки, написавши, що зустріч відбулась весною 1704 року. Дуже дивно, що як на дослідника, що ознайомився з дипломатичним листом де Балюза, який завжди датував свої дипломатичні місії, Ілько Борщак обирає не вказувати дати листа, обмежившись лиш порою року. Окрім того В. Ададуров звернув увагу на плутанину між томами CCCLI (351) і CCLI (251), припускаючи або свідому фальсифікацію, або спробу заплутати потенційного дослідника.  Вагомим аргументом є те, що “ у відділі ІІІ, теці 251 фонду Етьєна де Балюза в Національній бібліотеці Франції він та «дописувач із Парижу під ніком Terrykoo» не знайшли листа Ж. Балюза про перебування його в Батурині та зустріч з І. Мазепою.
Найімовірніше, листа де Балюза не існує з огляду на відсутність оригіналу документа чи його французької копії.